# Thomas North
Pour les articles homonymes, voir North.
Thomas North (28 mai 1535 - v.1604) est un traducteur anglais, un officier militaire, un avocat et un juge de paix. Sa traduction en anglais des Vies parallèles de Plutarque est la principale source utilisée par William Shakespeare pour ses pièces romaines.

## Biographie
Thomas North est né le vendredi 28 mai 1535, dans la paroisse de St Alban, Wood Street, à Londres. Il est le deuxième fils d'Edward North, 1er baron North.
Il est censé avoir été un étudiant de Peterhouse, Cambridge, et est inscrit à Lincoln's Inn en 1557. En 1574, il accompagne son frère, Roger North (2e baron North), en mission diplomatique à la cour de France à Lyon. Il sert comme capitaine en Irlande en 1580, est nommé pour défendre l'île d'Ely l'année de l'Armada, et fait chevalier environ trois ans plus tard. Il revient en Irlande en 1596.
Son nom figure sur la liste des juges de paix de Cambridge en 1592 et de nouveau en 1597. Il reçoit une récompense de 25 livres pour sa participation à la répression de la rébellion d'Essex en 1601 et une petite pension (40 livres par an) de la reine Elizabeth la même année.

## Traductions

### Guevara
Il traduit, en 1557, le Reloj de Principes de Guevara (communément appelé Libro áureo), un recueil de conseils moraux principalement compilé à partir des Pensées pour moi-même de Marc-Aurèle, sous le titre de Journal des Princes. L'anglais de cet ouvrage est l'un des plus anciens spécimens du style orné, copieux et pointu auquel les jeunes Anglais instruits avaient pris goût au cours de leurs voyages et de leurs études sur le continent.
North traduit à partir d'une copie en français de Guevara, mais semble avoir bien connu la version espagnole. Le livre avait déjà été traduit par Lord Berners, mais sans reproduire les artifices rhétoriques de l'original. La version de North, avec ses maniérismes et son utilisation constante de l'antithèse, a lancé la mode qui devait culminer avec  les euphuismes de John Lyly.

### Pañchatantra
Son œuvre suivante est The Morall Philosophie of Doni (1570), une traduction d'un recueil italien de fables orientales, connues sous le nom de Pañchatantra.

### Vies parallèles
North publie sa traduction des Vies parallèles de Plutarque en 1579, en se basant sur la version française de Jacques Amyot, sous le titre The Lives of the noble Grecians and Romans, compared together. La première édition est consacrée à la reine Élisabeth, et a été suivie d'une autre édition en 1595. Une troisième édition de son Plutarque est publiée en 1603, avec d'autres Vies parallèles traduites, et un supplément d'autres biographies traduites.
Selon la onzième édition de l'Encyclopædia Britannica, « il est presque impossible de surestimer l'influence de l'anglais vigoureux de North sur les écrivains contemporains, et certains critiques l'ont qualifié de premier maître de la prose anglaise ».
La traduction des Vies est la source dont Shakespeare a tiré les matériaux pour ses tragédies romaines, de Titus Andronicus à Coriolan. Dans bien des pièces, notamment Antoine et Cléopâtre, des discours entiers sont directement tirés de la traduction de North — ainsi, ce passage tiré de la « Vie de Marcus Brutus » est repris très précisément dans Jules César :
| Traduction d'Amyot « Antonius, je te puis assurer que nul ennemi n'a pris ni ne prendra vif Marcus Brutus, et à Dieu ne plaise que la Fortune ait tant de pouvoir sur la vertu, mais quelque part que l'on le trouve, soit vif, soit mort, on le trouvera toujours en état digne de lui. » | Traduction de North « Antonius, I dare assure thee that no enemy hath taken nor shal take Marcus Brutus alive, and I beseech God keep me from that Fortune. For wheresoever he be found, alive or dead, he will be found like himself. » | Jules César (Shakespeare) « I dare assure thee that no enemy shall ever take alive the noble Brutus. The gods defend him from so great a shame. When you do find him, or alive or dead, He will be found like Brutus, like himself. » |